# لتیتیا ماریون همیلتون
لتیتیا ماریون همیلتون (انگلیسی: Letitia Marion Hamilton; ۲۰ ژوئیهٔ ۱۸۷۸ – ۱۱ اوت ۱۹۶۴) نقاش اهل جمهوری ایرلند بود.
از افتخارات وی میتوان به کسب مدال برنز نقاشی رنگ روغن و آبرنگ در بخش مسابقات هنری بازی‌های المپیک تابستانی ۱۹۴۸ اشاره کرد.